# Stockbyån
Stockbyån utgör Stockbysjöns utlopp i Kottlasjön på Lidingö. Tillflödet av vatten från vattendraget till Kottlasjön är litet, motsvarande en omsättningstid på två år vilket bidrar till att Kottlasjön är känslig för bland annat fosfor och algblomning.
Stockbyån har bitvis höga naturvärden och ingår i Lidingös Blåplan och regionalprogram för naturvärdesklassade vattenmiljöer. Därtill hör att vattendraget omges av översvämningsskogar och träsk som utgör viktiga nyckelbiotoper till vilka flera delvis hotade och rödlistade arter på olika sätt har sin koppling. Exempelvis förekommer bäver och ett flertal olika fågelarter och insekter.